# Showroom of Compassion
| Recensione | Giudizio |
| ---------- | -------- |
| AllMusic   |          |

Showroom of Compassion è il sesto album discografico in studio del gruppo musicale statunitense Cake, pubblicato nel 2011.

## Il disco
Il disco è prodotto dalla stessa band e pubblicato in maniera indipendente. Le registrazioni sono state effettuate nel periodo 2009-2010 presso l'Upbeat Studio di Sacramento (California). Si tratta della prima pubblicazione di inediti dal 2004, anno in cui venne pubblicato Pressure Chief.
Il singolo di lancio è stato Sick of You, pubblicato nel 2010.
Per quanto riguarda le vendite, il disco ha debuttato alla prima posizione della classifica Billboard 200, dove tuttavia vi è rimasto solo una settimana.

## Tracce
1. Federal Funding – 3:50
2. Long Time – 4:36
3. Got to Move – 3:40
4. What's Now Is Now (Frank Sinatra cover) – 3:37
5. Mustache Man (Wasted) – 4:04
6. Teenage Pregnancy – 2:41
7. Sick of You – 3:18
8. Easy to Crash – 4:08
9. Bound Away – 3:25
10. The Winter – 4:06
11. Italian Guy – 3:11

## Formazione
- John McCrea - voce, piano
- Vincent DiFiore - tromba, tastiere
- Xan McCurdy - chitarre, synth
- Gabriel Nelson - basso, chitarre
- Paulo Baldi - batteria